# Liebeslied einer Frau auf Schusuena von Ur III

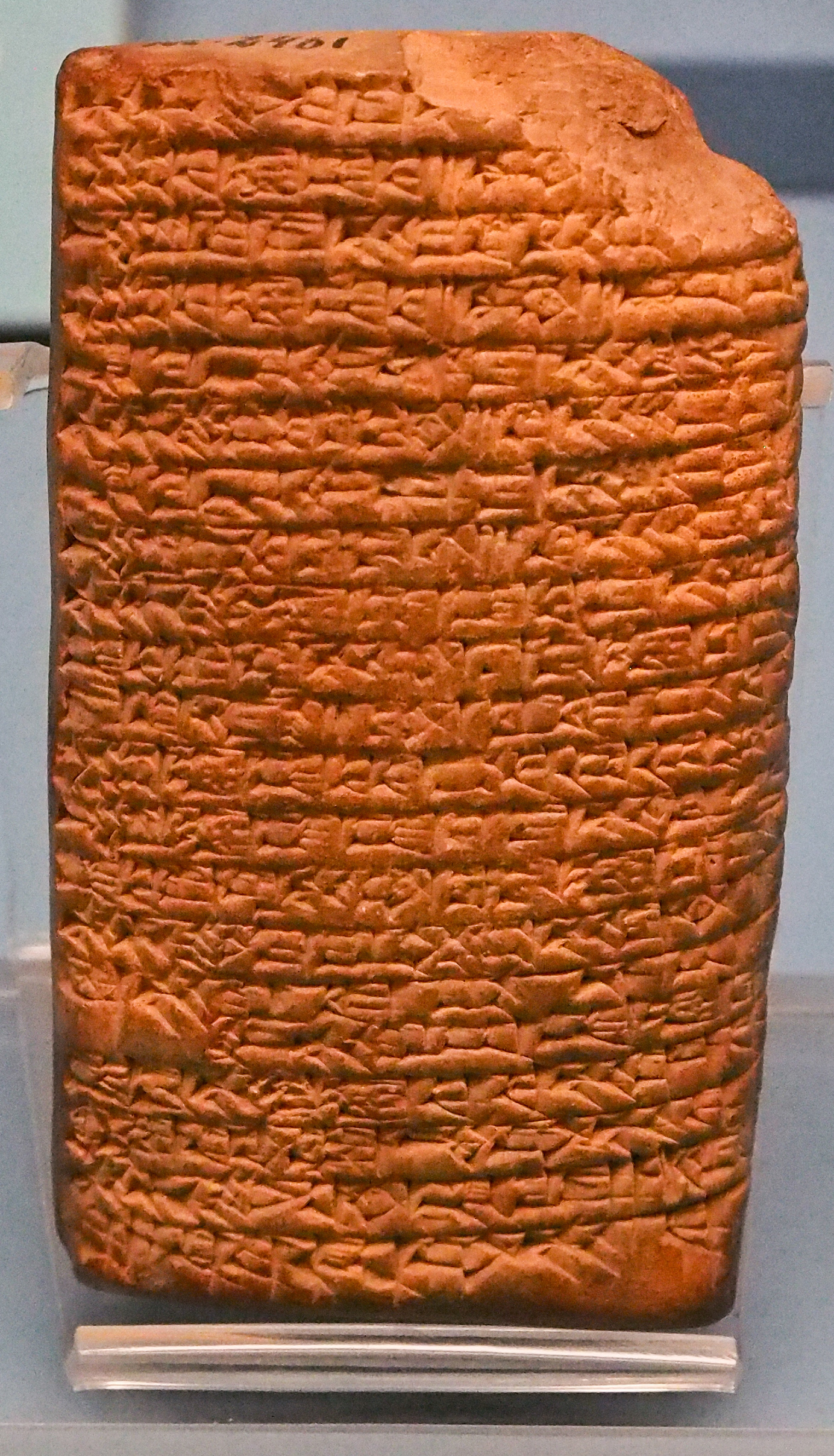
Ni 2461

Das Liebeslied einer Frau auf Schusuena von Ur III ist ein sumerisches Liebesgedicht, das vermutlich vom Ende des 3. Jahrtausends v. Chr. datiert und in der angelsächsischen Literatur auch als Shu-Suen B bekannt ist. Das Gedicht ist auf einer Tontafel mit Keilschrift überliefert, die nach dem Fundort Nippur als Ni 2461 oder nach dem Aufbewahrungsort im Archäologischen Museum Istanbul als Istanbul 2461 bezeichnet wird.
Samuel Noah Kramer, der den Text 1952 erstmals publizierte, stellte das Gedicht in einem populären Buch über erstmalige Leistungen der sumerischen Kultur als „erstes Liebeslied“ vor, und als solches wird es auch im Archäologischen Museum Istanbul präsentiert. Das Guinness-Buch der Rekorde bezeichnete den Text als „ältestes Liebesgedicht der Welt“.

## Fundgeschichte und Rezeption
Die 10,7 cm × 6 cm × 3,1 cm große Tafel war eine unter mehreren tausend, die Archäologen bei Ausgrabungen zwischen 1889 und 1900 in Nippur in Mesopotamien fanden. 1951 wurde sie von Samuel Noah Kramer während seiner Studienjahre im Istanbuler Museum publiziert und übersetzt.
In seinem 1956 erschienenen Buch History Begins in Sumer beschreibt Kramer rückblickend, wie er sich seinerzeit einen Überblick über die ungeordneten und ungesichteten Bestände des Museums zu verschaffen versuchte und dabei auf Tafel Nummer 2461 stieß. Sein Buch trägt den Untertitel „39 erste Male in der Geschichte“ und so steht das in Kapitel 25 behandelte 1951 gefundene Gedicht für das „erste Liebeslied“. Dementsprechend benannte das Guinness-Buch der Rekorde den Text als „ältestes Liebesgedicht der Welt“.
2006 wurde das Gedicht im Rahmen einer Werbekampagne einer US-Firma zum Valentinstag einer größeren Öffentlichkeit bekannt gemacht. In diesem Zusammenhang wurde das Tontäfelchen im Archäologischen Museum Istanbul prominent präsentiert.

## Inhalt
Das Gedicht besteht aus 29 Zeilen und ist ein Liebeslied, in dem die Sprecherin ihre Sehnsucht und ihr Begehren ausdrückt, das sich an Šu-Sin (auch als Schusuena transkribiert) richtet, der um 2000 v. Chr. König von Ur war. Die letzte Zeile (die nicht Teil des Lieds ist) lautet: „Es ist ein Balbale-Lied von Inanna“. Inanna war die sumerische Göttin der Fruchtbarkeit. Die Bedeutung von Balbale ist nicht klar, möglicherweise bezeichnet Balbale eine sumerische Gedichtform. Der Erhaltungszustand der Tafel ist relativ gut, allerdings gibt es Fehlstellen an Versanfängen und ‑enden, wobei die Fehlstellen an den Versenden durch Entsprechungen in anderen Versen weitgehend ergänzt werden können. Die letzten beiden Zeilen 28 und 29 weisen erhebliche Fehlstellen auf und ihr Inhalt bleibt unklar.
Gefunden wurde die Tafel zusammen mit zwei weiteren Tafeln, die zwei Balbalen ähnlichen Inhalts (Shu-Suen A und Shu-Suen C) überliefern. Kramer behandelt in History Begins in Sumer auch Shu-Suen A, das an Deutlichkeit Shu-Suen B wohl übertrifft, aber noch mehr unklare Stellen aufweist. Die beiden Gedichte unterscheiden sich dabei unter anderem durch die Hauptlinien der Metaphorik, die im Fall von Shu-Suen B um Honig und in Shu-Suen A um Bier kreist.
So heißt es in Shu-Suen B, Zeile 9 bis 14, in der Übersetzung von Kramer:
Bridegroom, let me caress you,

My precious caress is more savory than honey,

In the bedchamber, honey filled,

Let us enjoy your goodly beauty,

Lion, let me caress you,

My precious caress is more savory than honey.
Vergleicht man damit die deutsche Übersetzung der gleichen Stelle bei Römer und Hecker, so werden durch die inhaltlichen Unterschiede die Unsicherheiten der Interpretation derartiger altorientalischer Texte deutlich:
Mann, süße Sachen will ich dir zubereiten,

mein Guter, Teurer, zu Honig will ich sie bringen!

Im Betthaus, in dem man Honig hat tropfen lassen,

wollen wir uns an deinem Reize, dem Süßen, erfreuen,

Liebling, süße Sachen will ich zubereiten,

mein Guter, Teurer, zu Honig will ich sie bringen!
Demgegenüber hat in Shu-Suen A das sumerische Bier (dessen Zubereitung Frauensache war) die Rolle des Honigs in Shu-Suen B (eine deutsche Übersetzung liegt nicht vor):
My god, of the winemaid, sweet is her drink,

Like her drink sweet is her vulva, sweet is her drink,

Like her lips sweet is her vulva, sweet is her drink,

Sweet is her mixed drink, her drink.
Liebesgedichte waren in der sumerischen Literatur keineswegs selten. In einer Titelliste auf einer mesopotamischen Keilschrifttafel mit 400 Titeln hatten von den 275 noch entzifferbaren Titeln 55 Liebe und Sexualität zum Gegenstand. Und was für die sumerische Literatur galt, galt ebenso für die anderen Literaturen des Alten Orients.

## Interpretation
Es wird gemeinhin angenommen, dass das Gedicht sich auf die heilige Hochzeit bezieht, einen Ritus, bei dem der König sich symbolisch der Göttin Inanna vermählte, sich mit ihr geschlechtlich vereinigte und derart Fruchtbarkeit und Wohlstand für das kommende Jahr sichern würde. Eine Priesterin würde Inanna verkörpern und der König würde die Rolle Dumuzis spielen, des Gottes der Hirten. In seinem Buch History Begins in Sumer beschreibt Kramer die Feierlichkeiten der heiligen Hochzeit in überraschendem Detail.
Es ist allerdings nicht gesichert, dass das Gedicht tatsächlich als kultischer Text zu lesen ist. Das weitgehende Fehlen von Bezugnahmen auf religiöse Gegenstände spricht eher für das Gegenteil – abgesehen von der letzten Zeile, in der das Gedicht als Balbale Inannas bezeichnet wird. Thorkild Jacobsen zufolge erkläre sich die Schlusszeile der ansonsten „durchweg weltlichen“ Lieder als eine Widmung für die Königin, die hier als Verkörperung Inannas zu sehen ist.
Römer und Hecker vermuten als Sprecherin die Priesterin Kubātum, die in einem anderen Gedicht als Gemahlin Šu-Sins erscheint.
Ähnliches gilt für die als Hohelied Salomos bekannte Sammlung hebräischer Liebeslyrik. Diese Gedichte sind Teil des Alten Testaments und waren durch ihre direkte Darstellung von Sexualität und Begehren seit jeher für jüdische und christliche Theologie gleichermaßen problematisch, weshalb man die Gedichte dahingehend interpretierte, dass es nicht um Sexualität gehe, sondern metaphorisch ausschließlich von spirituellen Dingen die Rede sei. Shu-Suen B bildet hier eine Parallele, insofern auch hier nicht klar ist, ob es sich um einen primär religiösen Text handelt oder beispielsweise um eine Art von Lied, wie es bei Hochzeiten oder anderen Festen vorgetragen worden sein mag. Diese Parallele ist der Grund dafür, dass Shu-Suen B in mehreren Werken über biblische Archäologie erwähnt wird.